# Мюзиньи
О знаменитом винограднике см. Шамболь-Мюзиньи
Мюзиньи́ (фр. Musigny) — коммуна во Франции, находится в регионе Бургундия. Департамент коммуны — Кот-д’Ор. Входит в состав кантона Арне-ле-Дюк. Округ коммуны — Бон. Код INSEE коммуны 21447.

## Население
Население коммуны на 2010 год составляло 89 человек.
| 1962 | 1968 | 1975 | 1982 | 1990 | 1999 | 2010 |
| ---- | ---- | ---- | ---- | ---- | ---- | ---- |
| 124  | 154  | 125  | 100  | 122  | 115  | 89   |

## Экономика
В 2010 году среди 39 человек трудоспособного возраста (15-64 лет) 26 были экономически активными, 13 — неактивными (показатель активности — 66,7 %, в 1999 году было 62,5 %). Из 26 активных жителей работали 25 человек (13 мужчин и 12 женщин), безработной была 1 женщина. Среди 13 неактивных 7 человек были учениками или студентами, 3 — пенсионерами, 3 были неактивными по другим причинам.